# О’Райли, Тим
Тим О’Ра́йли (англ. Tim O’Reilly; род. 6 июня 1954, Корк, Ирландия) — американский издатель, основатель издательства O’Reilly, активист движения за свободное программное обеспечение и программное обеспечение с открытым исходным кодом; считается одним из главных идеологов понятия (определения / концепции) «Веб 2.0».
Заинтересовался литературой ещё со времён окончания школы. После выпуска из Гарвардского колледжа в 1975 году со степенью бакалавра по литературе с отличием увлёкся технической компьютерной документацией.
В 1978 году основал собственную компанию, изначально ориентированную на написание технической документации для программных продуктов на заказ, в дальнейшем фирма стала крупным издательством, специализирующимся на компьютерной литературе, а после спада в результате бума доткомов в 2000 году — кроме издательской деятельности фирмой освоен бизнес по организации конференций.
В 2001 году был вовлечён в спор с Amazon.com, возглавляя протест против попытки Amazon запатентовать технологию one-click, направленную, как считалось, на борьбу с конкурентом — компанией Barnes & Noble. В результате дискуссии О’Райли совместно с Безосом лоббировали реформу американского патентного права.
В начале 2000-х годов входил в советы директоров MySQL AB и Macromedia вплоть до их поглощения соответственно Sun Microsystems и Adobe, по состоянию на середину 2010-х входит в советы Safari Books Online, Maker Media и PeerJ. Ранний инвестор компаний, ведущих проекты Blogger, Delicious, Foursquare, Bitly, Chumby.